# Franz Geiger (Theologe)
Franz Geiger, geboren als Johann Nepomuk Geiger, Ordensname Franziskus Tiburtius (* 16. Mai 1755 in Harting; † 8. Mai 1843 in Luzern) war ein deutsch-schweizerischer katholischer Theologe und Kirchenhistoriker.

## Leben
Franz Geiger – sein Taufname war Johann Nepomuk, sein Ordensname Franziskus Tiburtius; in seinen Schriften nannte er sich Franz – wurde 1755 in Harting bei Regensburg geboren. Er studierte zunächst bei den Jesuiten, dann im Seminar der Benediktiner in Regensburg (St. Emmeram) und trat 1772 in Luzern in den Franziskanerorden ein. Nachdem er 1773 die Gelübde abgelegt hatte, studierte er in Regensburg Mathematik (bei Benedikt Arbuthnot in St. Jakob und Cölestin Steiglehner in St. Emmeram) und Philosophie, dann Theologie in Würzburg. Nach der Priesterweihe 1779 war er einige Zeit Lehrer der hebräischen Sprache in Regensburg, dann vier Jahre Professor der Poetik und Rhetorik am Gymnasium seines Ordens in Offenburg (wo er einige Schau- und Singspiele dichtete und letztere auch vertonte), dann Lektor der Philosophie in Freiburg in der Schweiz. 1788 wurde er Lektor der Theologie im Kloster und Stiftsprediger in Solothurn, wo er Beziehungen zu dem französischen Gesandten Marquis de Vérac anknüpfte, mit dem er nach dem Ausbruch der Französischen Revolution ein Komplott mit den Royalisten schmiedete, um mit Schweizer Regimentern und 20.000 Scharfschützen dem abgesetzten Ludwig XVI. wieder auf den Königsthron zu verhelfen.
1792 wurde er als Professor der Dogmatik und Kirchengeschichte nach Luzern berufen, dem Sitz des päpstlichen Nuntius, der ihn zum Theologus Nuntiaturae machte. (Sein Bruder Emmeram Geiger OFM, * 1757, war Professor der Philosophie in Luzern, † 2. Januar 1805.) Mit den Nuntien hatte Geiger beste Beziehungen und war ihr einflussreicher Ratgeber. Er genoss das volle Vertrauen der Päpste Pius VI. und Pius VII., der ihn mit wichtigen Aufgaben betraute. Vielfach vermittelte er den Verkehr deutscher Bischöfe und Geistlicher mit Rom, lehnte jedoch alle kirchlichen Auszeichnungen ab (Papst Leo XII. soll ihm sogar den Kardinalshut angeboten haben). 1805 erhielt er die Genehmigung, aus dem Franziskanerorden auszutreten und Weltgeistlicher zu werden. 1808 wurde er zum Chorherrn am Kollegiatstift St. Leodegar im Hof ernannt.
1819 seiner Professur enthoben, wandte sich Geiger der Publizistik zu. Er war Mitbegründer der Schweizerischen Kirchenzeitung (Ersterscheinung 1832). Er veröffentlichte kein größeres theologisches Werk, aber zahlreiche kleinere, meist apologetische oder polemische Schriften über dogmatische, kirchengeschichtliche, kirchenrechtliche und politische Themen. Als Theologe wurde er unter dem Einfluss Karl Ludwig von Hallers ein Anhänger des französischen Traditionalismus, mit dem er Ideen der Hegelschen Philosophie verband. Mit der Übersetzung der Evangelischen Moral (La morale de l’Evangile, deutsch: Altdorf 1830) Louis Bautains von 1827 verband er diese Ideen mit der deutschen Romantik.

## Werke
- Gesammelte Werke, 8 Bände, hrsg. von Joseph Widmer, 1823–1839 (der 4. Band enthält Übersetzungen, meist aus dem Französischen).